# Schloss Ballmertshofen

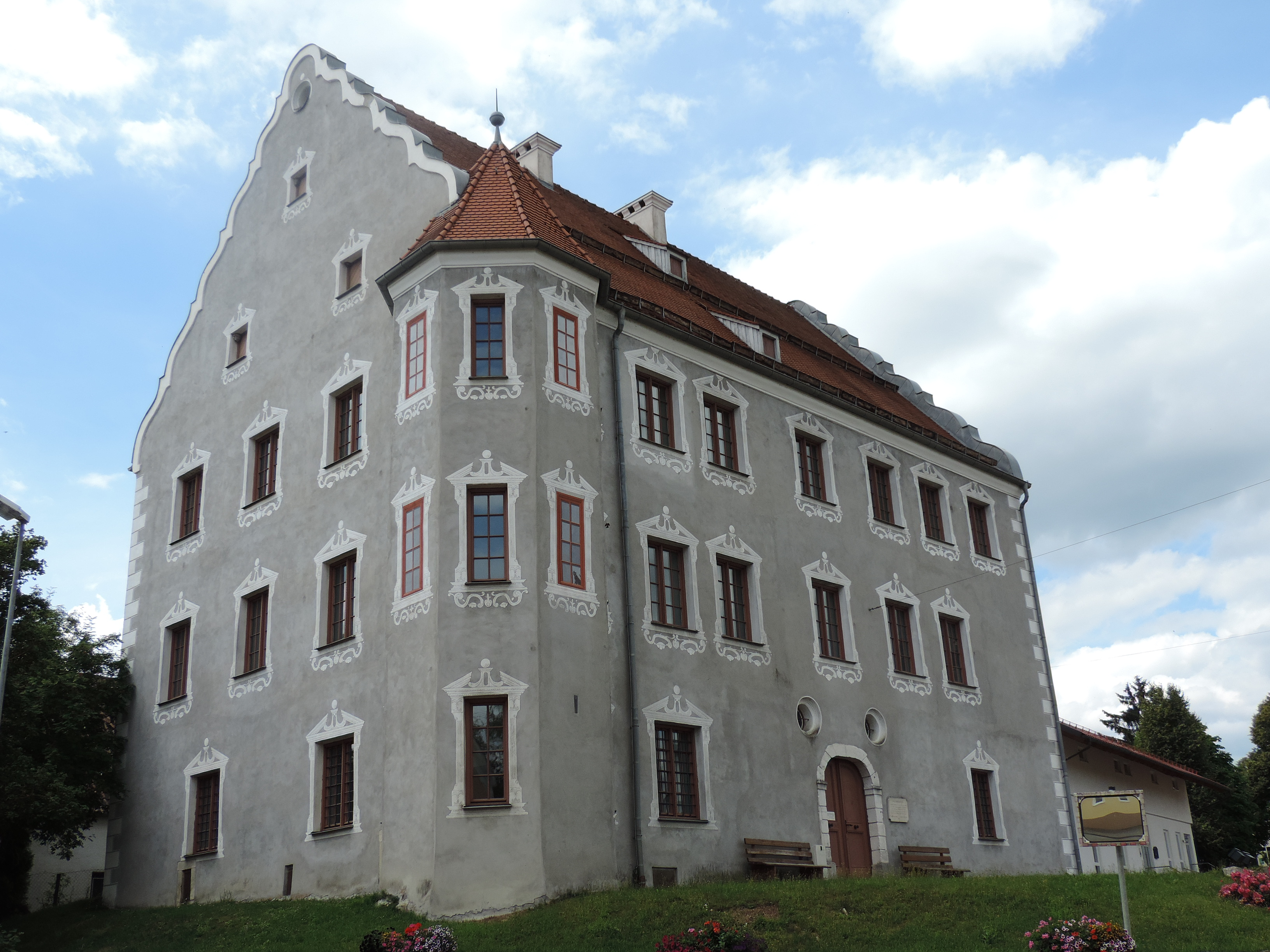
Nordostseite mit achteckigem Turm

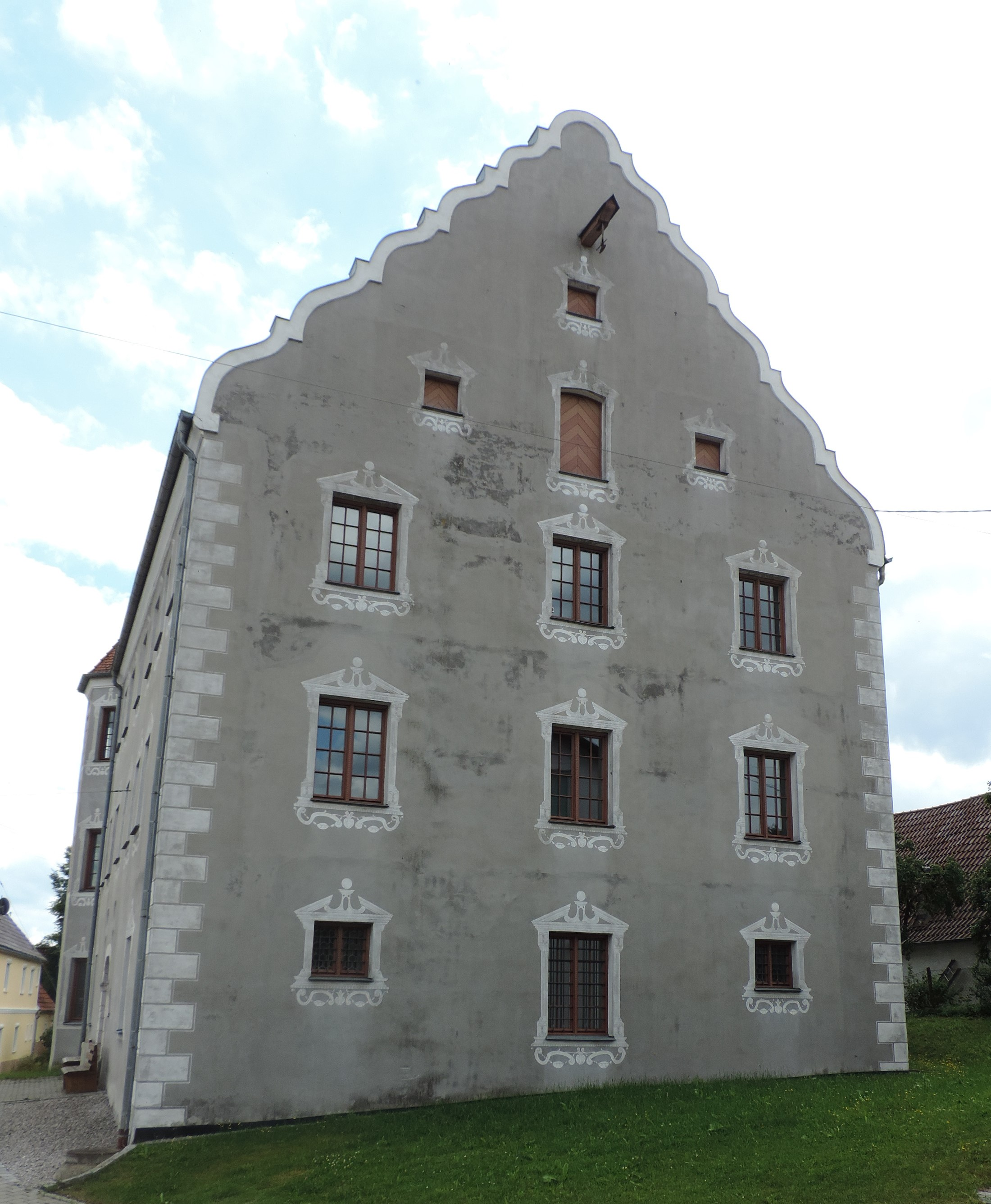
Westseite des Schlosses

Schloss Ballmertshofen steht auf einer flachen Hangterrasse in Ballmertshofen, einem Ortsteil von Dischingen, im Landkreis Heidenheim. 

## Geschichte
Bereits 1236 wurde eine Burg an gleicher Stelle erwähnt, als diese samt Rittergut von Graf Hartmann IV. von Dillingen an das Kloster Neresheim verschenkt wurde. Das heutige Schloss dürfte Mitte des 16. Jahrhunderts unter den Schlossherrn Phillipp von Leonrod oder dessen Sohn Georg Wilhelm erbaut worden sein. Spätere Schlossbesitzer waren die adeligen Familien St. Vincent zu Ballmertshofen und Thurn und Taxis. Unter den Thurn und Taxis war das Schloss Sitz des fürstlichen Ober-Jägermeisters und anschließend fürstliches Rentamt. 1865 erwarb die Gemeinde Ballmertshofen das Gebäude und richtete darin die Schule und das Rathaus ein. Für kurze Zeit diente das Schloss 1940 als Kriegsgefangenenlager und nach dem Krieg als Unterkunft für Heimatvertriebene. 1959 war die Dorfschule bis Anfang der 1970er Jahre untergebracht. Von 1986 bis 1994 erfolgte eine Renovierung und Sanierung des stark vernachlässigten Schlosses. Heute beherbergt es u. a. eine Ländliche Bildergalerie.

## Baubeschreibung
Das dreigeschossige Gebäude besitzt geschweifte Giebel und an der Nordostecke einen achteckigen Eckturm. Der südöstliche Eckturm wurde abgerissen. Giebel und Fenster sind in Sgraffitomalerei verziert, eine an Renaissancebauten in Oberitalien verwendete Art der Wandmalerei:

„Das Eingangsportal mit gequadertem, elliptischem Sturzbogen, über dem sich zwei Rundfenster befinden, ist axil angeordnet… Hinter dem Portal trennt eine mittig angelegte Eingangshalle das Erdgeschoß in drei Zonen. Die Hallendecke ist stuckiert, die restlichen Räume besitzen Tonnengewölbe. Im ersten Raum der rechten Zone ist die Tonnendecke mit farbigen Netzrippen überzogen. Das 1. und 2. Obergeschoß entsprechen der Struktur des Erdgeschosses. Sie sind durch laufende Nutzungsänderungen stark verändert, lediglich im 2. Obergeschoß sind Vorheizräume, der Ziegelboden und die stuckierte Decke noch original.“